# Trichophallus furcatus
Trichophallus furcatus (лат.) — вид кузнечиков рода Trichophallus из подсемейства Conocephalinae (Salomonina, Agraeciini, Tettigoniidae). Индонезия, Молуккские острова, Kei Islands, Gunung Daab (5°35' ю. ш. 133°4' в. д.). Название нового вида образовано от латинского слова furcatus (вилообразный), относящегося к форме церок самцов.

## Описание
Кузнечики средних размеров (длина тела около 3 см). Основная окраска тела желтовато-коричневая. Новый вид характеризуется формой церок самцов с субпрямым стволом, изогнутой апикальной областью с приближающимися краями и тупым кончиком, а также узким шиловидным выступом, выходящим из изгиба. Характерна также форма титиллаторов с четырьмя склеритами. Форма удлиненной субгенитальной пластинки самки, вентральная область которой образует пару довольно широких, выпуклых и длинных вентральных апикальных долей с приближающимися краями, также характерна для этого вида.